# Werticilioza drzew liściastych

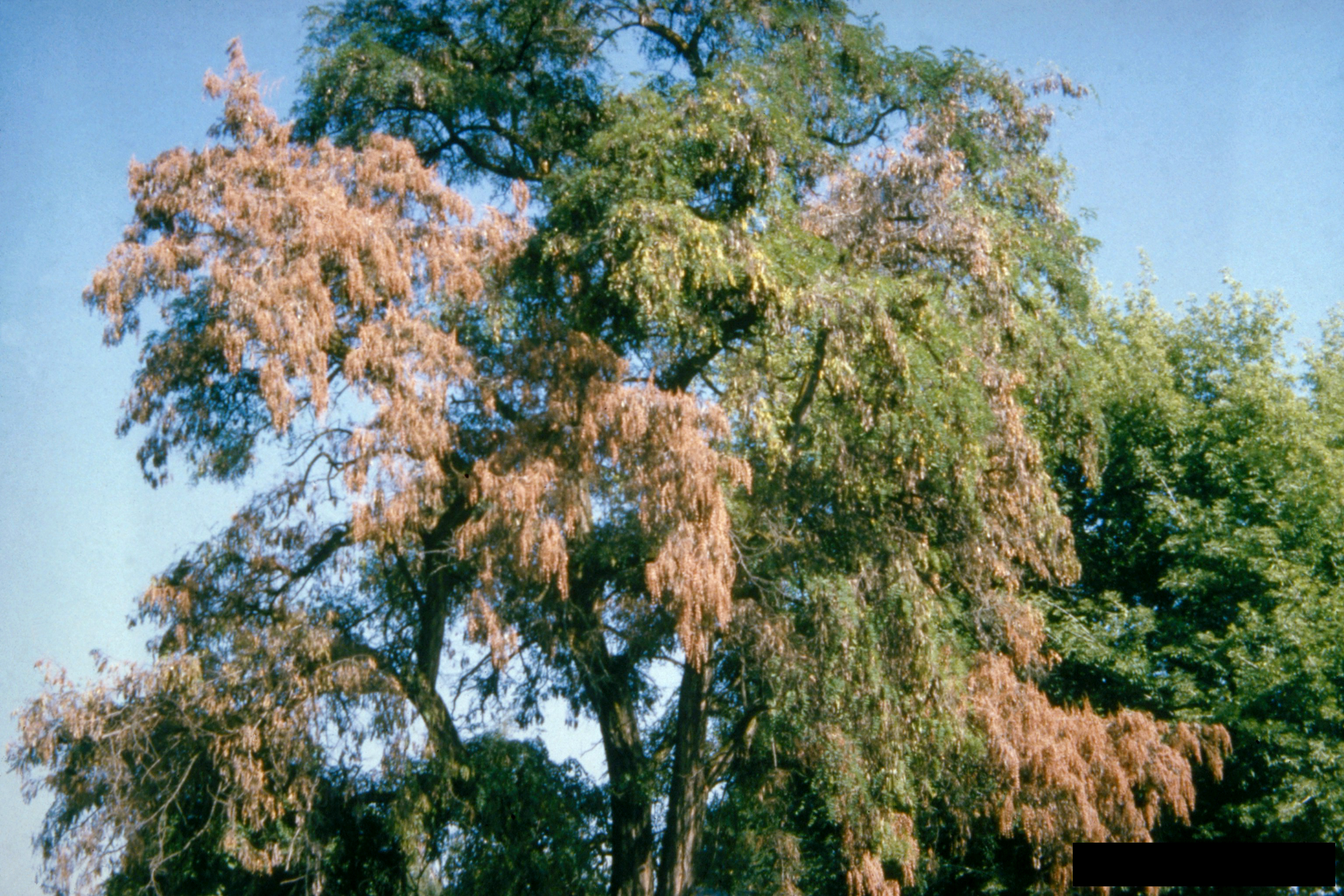
Objawy werticiliozy w koronie drzewa

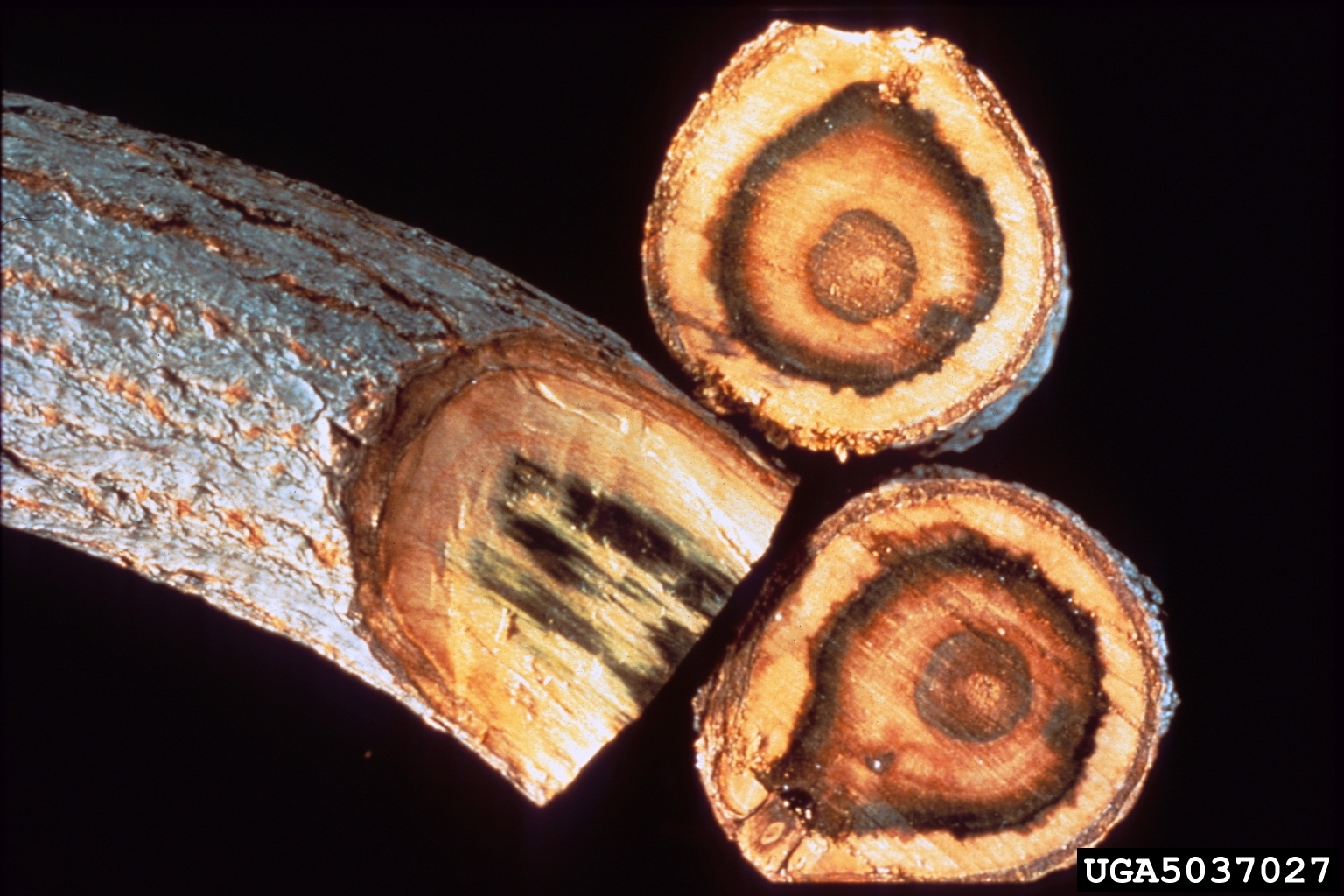
Zbrunatniałe wiązki przewodzące drzewa

Więdnięcie drzew liściastych lub werticilioza drzew liściastych – choroba drzew liściastych wywołana przez grzyby z rodzaju Verticillium. Należy do grupy werticilioz. 

## Występowanie i szkodliwość
Choroba występuje na wszystkich kontynentach, na północnej półkuli sięga mniej więcej po 60° szerokości geograficznej, na południowej po 50°. Do połowy lat 70. XX wieku uważano, że wywołana jest głównie przez Verticillium albo-atrum. Wynikało to z trudności w odróżnianiu gatunków Verticillium, oraz z innego ich ujęcia taksonoicznego. Obecnie główną rolę przypisuje się gatunkowi Verticillium dahliae, V. albo-atrum też występuje w porażonych tkankach, ale w daleko mniejszym stopniu. Gatunki te są polifagami, wywołaną przez nie chorobę, w skrócie zwaną werticiliozą, zaobserwowano na około 60 rodzajach roślin, zarówno zielnych, jak i drzewiastych. Choroba występuje na licznych gatunkach drzew liściastych, zarówno w lasach, jak i w sadach, parkach i na drzewach przydrożnych. Nie atakuje drzew iglastych. W sadach nazywana jest werticiliozą drzew i krzewów owocowych.
Jest to groźna choroba, zazwyczaj  prowadząca do obumarcia drzew. Czasami tylko zdarza się, że drzewo samorzutnie wyleczy się. Jest to możliwe dlatego, że grzyb rozwija się  w wiązkach przewodzących znajdujących się w jednym słoju przyrostu rocznego i ma ograniczone możliwości przedostania się do sąsiednich wiązek przewodzących. Jeśli więc drzewo przeżyje atak choroby i w następnym roku nie zostanie powtórnie zainfekowane, to wytworzy nową warstwę wiązek przewodzących. Verticillium dahliae atakuje około 60 gatunków drzew liściastych, przy czym różne gatunki drzew są w różnym stopniu podatne na tę chorobę. Wśród gatunków rosnących w Polsce szczególnie podatne są klony, a zwłaszcza klon pospolity. Choroba szczególnie groźna jest w szkółkach, porażone młode drzewka są  bez szans na przetrwanie choroby. W latach 60. XX wieku np. w okolicach Szczecina i Szczecinka werticilioza poraziła nawet do 90% drzewek w szkółkach. 

## Objawy
Typowym objawem werticiliozy jest gwałtowne więdnięcie liści. Najpierw na liściach pojawiają się pomiędzy ich nerwami żółte, a potem brunatne przebarwienia. Rośliny tracą turgor, więdną i zamierają. U niektórych roślin przebiega to w odmienny sposób, na przykład jesiony zrzucają zielone liście bez wcześniejszych oznak więdnięcia. U klonów liście brunatnieją i zasychają nie opadając na ziemię, a drzewa obumierają. Oprócz takiej werticiliozy o ostrym przebiegu  u klonów  występuje także werticilioza łagodna. Objawia się tym, że  następuje stopniowe i postępujące przebarwianie się liści na obrzeżach blaszek. 
Drugim charakterystycznym objawem werticiliozy jest przebarwianie się wiązek przewodzących. Widoczne to jest na podłużnym lub poprzecznym przekroju drewna jako smugi lub pierścienie. U różnych drzew przebarwienia te są różne. U klonów mają barwę szarozieloną lub oliwkową, u surmi brązową, u tulipanowca czarną. Przy dużej wilgotności powietrza można na nich dostrzec biały nalot grzybni. Pod mikroskopem składa się on z konidioforów z zarodnikami konidialnymi.  Wiązki przewodzące zatkane zostają  masą konidioforów i konidiów, co uniemożliwia przewodzenie wody z solami mineralnymi i powoduje więdnięcie i obumarcie roślin.

## Epidemiologia
Patogeny zimują w postaci grzybni na korzeniach porażonych roślin, wytwarzają także mikrosklerocja będące przetrwalnikami. W glebie mogą przetrwać przez wiele lat. Infekują rośliny przez włośniki i rany. Infekcja następuje głównie w podziemnej oraz przyziemnej części rośliny. Po obumarciu drzewa choroba nadal się rozwija, jej grzybnia przerasta przez tkanki drzewa na zewnątrz, do gleby. Choroba z jednej rośliny może przenosić się na drugą przez stykające się korzenie. Obserwacje holenderskie wykazują, że głównym źródłem werticiliozy drzew  są sadzonki zainfekowane już w szkółkach. Sadzonki rozwijają się w nich krótko, choroba nie zdąży się w nich pełni rozwinąć i często nie wykazują one żadnych oznak chorobowych. Choroba rozwija się dopiero w pierwszych latach po przesadzeniu sadzonki i zwykle prowadzi do obumarcia młodego drzewka.

## Ochrona
Werticilioza to groźna choroba, której zasadniczo nie da się leczyć, można tylko jej zapobiegać. Ogólne zasady zapobiegania werticiliozie to:
- sadzenie tylko zdrowych sadzonek,
- usuwanie wraz z bryłą korzeniową chorych roślin. Należy je spalić.

Można próbować ratować duże drzewa, czasami bowiem są one w stanie przetrwać chorobę. W tym celu należy natychmiast po zaobserwowaniu objawów werticiliozy wycinać i palić porażone konary. Również liście spod porażonych drzew należy wygrabić i spalić, w ich ogonkach liściowych powstaje bowiem ogromna ilość mikrosklerocjów. Drzewa należy silnie podlewać, zwłaszcza podczas upałów. Ograniczyć należy nawożenie azotem, a zwiększyć ilość nawozów potasowych.
Przed sadzeniem drzew na miejscach, w których występowała werticilioza należy wymienić górną warstwę gleby na głębokość około 20 cm. Wskazane jest dodanie do nowej warstwy ziemi  kultury grzybów z rodzaju Trichoderma, zwłaszcza Trichoderma harzianum. Są to grzyby nieszkodliwe dla drzew, wykazują natomiast antagonistyczne działanie w stosunku do Verticillium, hamując lub uniemożliwiając jego rozwój.